# Hilti

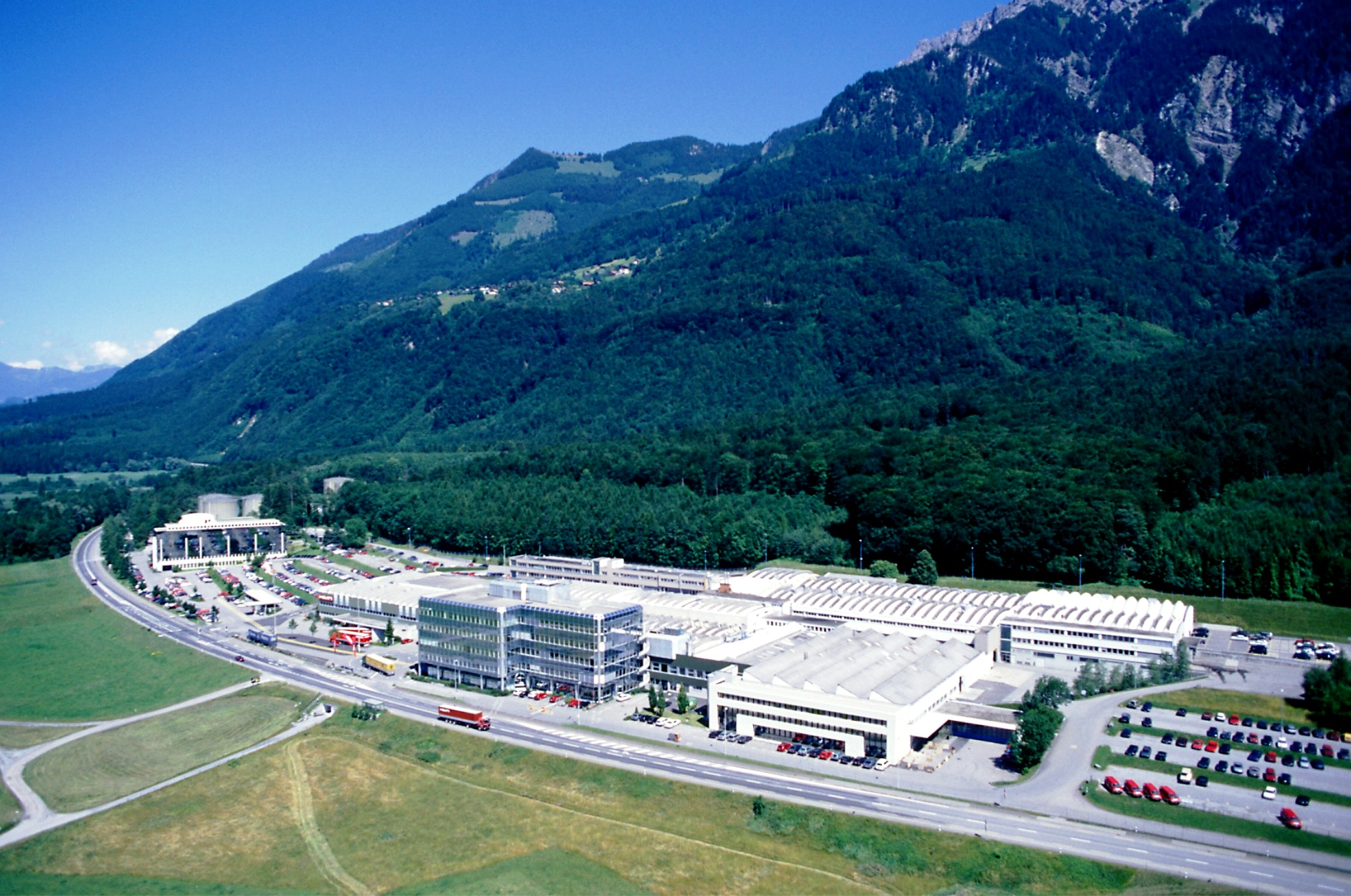
Siège du groupe Hilti à Schaan, Liechtenstein

Le groupe Hilti (Hilti Aktiengesellschaft ou Hilti AG) est une société fondée au Liechtenstein qui produit et vend des outils destinés aux professionnels de la construction et du bâtiment. Hilti est présent dans plus de 120 pays dans le monde, avec des usines et des centres de développement en Europe, en Asie et en Amérique du Sud.
La société produit des systèmes de chevillage, des perforateurs, des marteaux-piqueurs, des solutions coupe-feu et des systèmes de supportage, ainsi que des gammes de produits sans fil, des meuleuses, des instruments de mesure, des tronçonneuses et des cloueurs.
Le mot Hilti est une marque déposée dans plusieurs pays ; la couleur rouge référence RAL 3020 (rouge « signalisation ») est elle aussi déposée.

## Histoire
En 1941, la société Hilti a été créée par Martin et Eugen Hilti, Martin Hilti a été formé à la construction mécanique et automobile à l’école d’ingénieur de Wismar et était âgé de 26 ans lors de la création de la société. En 2016, les parts de la société sont toujours intégralement détenues par le trust familial Martin Hilti.
À l'origine, Hilti OHG produisait des équipements et des composants pour l'industrie allemande durant la Seconde Guerre mondiale. Les exports étaient destinés principalement à Maybach Motorenbau à Friedrichshafen et à Robert Bosch à Stuttgart. Les produits comprenaient des pièces de tanks et des composants de munitions pour l'effort de guerre du parti nazi. Après la guerre, la société s'est repositionnée et a commencé la production de cloueurs et d'autres outils de construction.

## Organisation
Le groupe Hilti est basé à Schaan au Liechtenstein, et il est le principal employeur du pays  avec l'ouverture d'un atelier à Schaan, au Liechtenstein. La société emploie plus de 24 000 personnes dans le monde.

## Sites de production

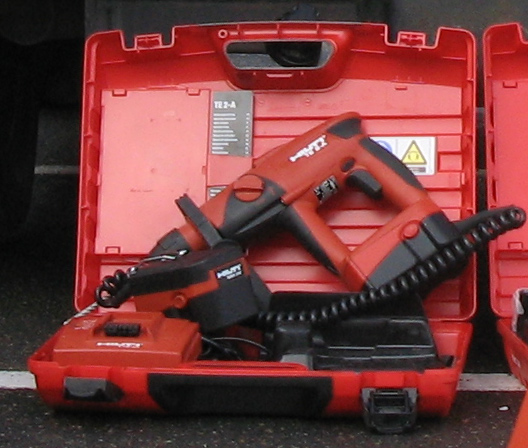
Perforateur sur batterie

Les sites de production de l'entreprise se trouvent à :
- Schaan (Liechtenstein)
- Thüringen (Autriche)
- Kaufering (Allemagne)
- Nersingen (Allemagne)
- Kecskemét (Hongrie)
- Matamoros (Mexique)
- Zhanjiang (Chine)
- Shanghai (Chine)
- Lanzenkirchen (Autriche)
- Los Angeles (États-Unis)
- Navsari (Inde)